# 4506 Hendrie
4506 Hendrie (1990 FJ) là một tiểu hành tinh vành đai chính được phát hiện ngày 24 tháng 3 năm 1990 bởi Brian G. W. Manning ở Stakenbridge.